# IS와의 전쟁
틀:전역상자 이라크 내전
IS와의 전쟁은 미국, 프랑스, 러시아, 나이지리아 등의 주도 하에 이루어지는 ISIL에 대한 공격 및 공습 작전이다. 이 전쟁은 이후 이슬람 국가에 복속한 아프가니스탄과 파키스탄, 예멘, 필리핀, 차드, 니제르, 카메룬, 말리 등의 지역 무장 단체들까지 적으로 선포하면서 그 작전 범위가 훨씬 넓어지게 되었다.
2014년 6월부터 8월까지 이어진 이슬람 국가의 진격에 대응해 많은 국가들이 시리아 내전과 이라크 내전에 개입하였다. 이슬람 국가는 2014년의 초반에 빠르게 많은 영토를 장악했는데, 이 과정에서의 인권 남용과 시리아 내전의 파급, 잔혹한 처형 등에 대한 기사가 많은 국가들이 개입을 고려하는 원인이 되었다. 이란 및 동맹단체 헤즈볼라는 전투 병력을 파견한 첫 국가였다. 미국은 2014년 여름 중반에 이라크에 군대를 파견했으며, 8월부터는 이라크 전역에서 공중 공격을 시작했다. 다른 목표와 정치적 사항을 가지고, 많은 국가들은 이라크와 시리아에서 벌어지는 내전에 서로 다른 방식으로 참여하고 있다.
2015년 9월, 시리아 정부의 요청에 따라 RSII 동맹은 자유 시리아군과 ISIL을 비롯한 시리아 반군에 대규모 공습을 가했다. 러시아는 자국의 개입 이후 시리아에서 IS로부터 수백 개의 마을과 촌락, 도시들을 탈환했다고 주장했지만, 러시아군의 공습 이후 수많은 민간인 사상자가 발생했으며, 미국 주도 연합군이 이끄는 공습에도 비슷한 통계의 사상자가 발생했다. 러시아 주도 동맹군과 미국 주도 동맹군은 2016년 중순 협력하기로 계획했다.

## 국제 동맹군의 창설

### CJTF-OIR
2014년 웨일스 회담에서 미국 국무부 장관 존 케리는 9월 5일 영국, 프랑스, 독일, 이탈리아, 오스트레일리아, 터키, 캐나다, 덴마크의 장관들을 각각 초청하여 별개의 회담을 가졌다. 그는 미국의 대 IS 군사 개입에 대해 군사 및 재정적으로 지원해 줄 것을 강조했다. 9개국은 이라크와 시리아에서 반 IS 연합군을 결성하는 데 동조했고, 척 헤이글과 존 케리의 발언에 따라 보급품과 공중 수송도 추가하기로 했다.
2014년 12월 3일 브뤼셀의 북대서양 조약 기구 본부에서 59개국의 정치인들이 IS의 위협에 맞서 계획을 짜기 위해 모였다. 미국 국무부 존 케리 장관은 다에시의 재정과 이데올로기, 징병을 파괴하는 것이 공습이나 그 어떤 군사 행동보다도 이번 논의의 초점이 되어야 할 것이라고 밝혔다. 12월 3일에 회의에 참석한 국가는 웨일스 회담에 참석한 10개국을 비롯하여 러시아와 중화인민공화국을 제외한 18개국이 추가되었으며 33개국이 동조했다. 이 33개국에는 알바니아, 오스트리아, 보스니아-헤르체고비나, 불가리아, 크로아티아, 키프로스, 에스토니아, 핀란드, 조지아, 그리스, 헝가리, 아이슬란드, 아일랜드, 코소보, 라트비아, 리투아니아, 룩셈부르크, 마케도니아, 몰도바, 몬테네그로, 모로코, 뉴질랜드, 포르투갈, 대한민국, 루마니아, 세르비아, 싱가포르, 슬로바키아, 슬로베니아, 소말리아, 스웨덴, 대만, 우크라이나가 포함되어 있었다.

### 프랑스 주도의 동맹
2014년 9월 15일 프랑스 대통령 프랑수아 올랑드가 주최한 '국제 이라크 평화 및 안보 회의'에서 26개국의 대표가 참석했다. 2015년 9월 5일 웨일스 회담에서의 동맹군은 오스트레일리아와 폴란드를 제외하고 반 ISIL 동맹에 가담하기로 동의했다. 추가적으로 바레인, 이집트, 이라크, 요르단, 쿠웨이트, 오만, 카타르, 사우디아라비아, 아랍에미리트, 벨기에, 중국, 체코 공화국, 일본, 네덜란드, 노르웨이, 러시아, 스페인이 프랑스 주도 동맹에 참가하기로 결정했다. 그들은 ISIL과 맞서 싸우는 이라크 정부에 군사적 원조를 해주기로 약속했고, 그들의 약속을 유엔 안보리 결의안 2170호로 재확인했다. 한편 프랑스 정부는 2015년 11월 파리 테러로 시리아에 있는 주요 도시들을 공습했으며 ISIL의 실질적 수도인 락까에 대대적인 공습을 가했다.

### RSII 동맹
2015년 9월 말, 러시아, 이라크, 이란, 시리아 정부는 바그다드에 연합 정보 기구를 설치하여 IS에 맞서 싸우는 것을 우선하는 중동의 정확한 상황을 수집하고 분석하기로 했다. 2015년 9월 30일 러시아는 시리아 정부를 지지하며 시리아 내전의 공중 전역에 참가하였다. 러시아는 요르단 및 이스라엘과도 시리아에서의 협동 작전에 동의했다. 2016년 3월 24일 러시아 대통령 블라디미르 푸틴은 시리아 영토에서 러시아군의 부분적인 철수를 선언하고 시리아 정부에 더 큰 안보를 맡긴다고 언급했다.

### IMA
2015년 12월 14일, 사우디아라비아의 왕자이자 국방부 장관인 무하마드 빈 살만 알사우드는 34개의 이슬람 국가가 살만이 "질병"이라 부르는 이슬람 극단주의에 맞서 싸우기로 결정했다고 선언했다. 리야드에 본부를 둔 동맹은 바레인, 방글라데시, 베냉, 차드, 코모로, 코트디부아르, 지부티, 이집트, 가봉, 기니, 요르단, 쿠웨이트, 레바논, 리비아, 몰디브, 말리, 말레이시아, 모로코, 모리타니, 니제르, 파키스탄, 팔레스타인, 카타르, 사우디아라비아, 세네갈, 시에라리온, 소말리아, 수단, 터키, 토고, 튀니지, 아랍에미리트와 예멘을 포함한다.

## 미국의 이라크 개입
2014년 8월에 시작된 미국의 공세 이후, 미국은 이슬람 국가에 대항하기 위해 파트너 국가의 연합을 형성했다. 다양한 국가들이 항공 병력과 전투 병력을 지역 육상 병력에 제공했고, 군대 고문관을 지역 훈련 병력에 제공했다. 군대 지원에 이어 많은 국가들이 이슬람 국가로부터 쿠르드 자치구와 다른 지역으로 도망쳤거나 집단 학살의 위협으로부터 도망친 북부 이라크의 소수민족을 위해 인도적 지원을 추가했다. 8월에 이라크에 대한 미국의 개입에 대한 논의가 있자 대통령 버락 오바마는 "이것이 장기간의 계획이 될 것이다."라고 말했다. 군사적 노력은 이라크의 사회 기반 시설을 보호하는 것과 이라크 군대에게 공중 엄호를 제공하는 것으로 확대되었다. 미군의 이슬람 국가에 대한 공중 공격이 시작되고 확대됨에 따라, 쿠르드 및 이라크 군사들은 모술 댐을 재점령하는 것과 과격 단체들의 진격에 대응하는 것이 가능해졌다. 8월 말, 이슬람 국가가 얻은 소득에 대응해 버락 오바마의 계획에 관해 기자들이 질문했을 때, 그는 "우리는 전략이 아직 없다."라고 대답했다. 오바마 대통령은 2014년 9월 10일 시리아에 대한 공습을 의회의 동의 하에서 할 지, 그렇게 하지 않을 지를 두고 고민했으며, 이라크에 대한 공습을 증가 시킬 것을 선언했다.

### 인도적 지원
미국, 영국, 오스트레일리아가 국내 파트너의 지지 하에 북부 이라크에서 오도가도 못하게 된 소수 민족을 돕기 위해 거대한 인도적 지원을 시작했다. 이것은 신자르 산맥에서 이슬람 국가 병력으로부터 위협을 받는 있는 야지드 족 피난민에게 수많은 식료품과 식수를 제공하는 것을 포함했다. 이는 2014년 8월 7일부터 8월 17일까지 "1999년 동티모르에서 발생한 폭동 이후의 거대한 공중 보급품 배달"이라고 후에 묘사되었다.수많은 야지디족과 이라크 국민들이 2014년 7월 말과 8월 초에 걸쳐 신자르와 다른 마을에 대한 공격을 피해 도망쳤다. 수많은 지역 인권 및 준법 단체들이 산으로 도망친 사람들은 이슬람 국가의 포위로 인해 기아에 시달리고 있으며 깨끗한 식수와 치료 지원가 부족하다고 보고했다. 수많은 사람들이 죽거나 굶고 있는 상황이었다. 산에 갇힌 약 3만 명의 사람들이 직면한 위협에 대응해 연합군 공중 부대는 인도적 지원품 보급을 이어갔다. 이 공중 보급은 물, 음식, 그리고 피난처와 같은 기초 보급품을 포함하였고, 이슬람 국가의 대공포 공격의 위협 하에 낮은 단계의 전투가 수행되기도 했다. 인도적 지원품 보급을 직접적으로 돕기 위해 왕립 오스트레일리아 공군의 C-130 허큘리스를 위한 CF-18의 엄호가 11월 20일에 일어났는데, 보급품을 기다리는 피난민들을 위해 수송 대원들이 낙하산으로 보급하는 것을 가능하게 하는 것을 확실하게 했다. 캐나다 군은 IS의 대공포화로부터 그것을 방어하기 위해 수송기에 근접하여 작전을 수행했다.

### 미국의 군사적 행동

#### 미 공군의 공습

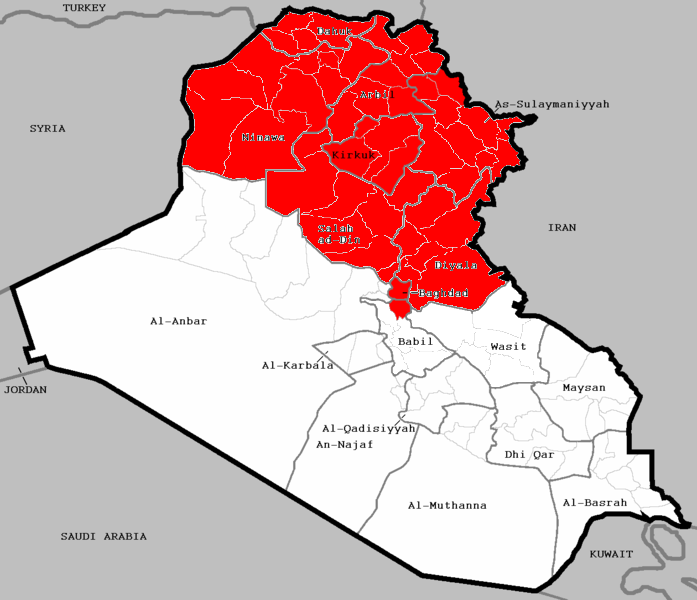
이라크 내에서 이슬람 국가에 대항해 공습을 한 곳 (2014년 9월 16일 이후.)

2014년 여름, 미군은 북부 이라크에서 정찰 임무를 수행했다. 8월 7일, 버락 오바마 대통령은 이라크에서의 악화되고 잇는 상황을 묘사하는 연설을 발표했는데, 이슬람 국가에 의한 야지드 족 학살이 미국군에게 미국인들과 이라크의 소수 민족을 보호하고 이라크 쿠르드 자치구의 수도인 에르빌로 이슬람 국가가 진격하는 것을 막는 것을 납득하였다는 것이다. 8월 8일, 미국은 이라크 내의 이슬람 국가와 관련된 목표를 폭격하기 시작했다. 8월 10일, 이러한 공격의 도움 하에 쿠르드 자치구 군대는 이슬람 국가로부터 마흐모르와 그웨이르를 재탈환했다고 주장했다. 추가적인 이라크 공군의 신자르 공습은 45명의 이슬람 국가 군사들을 사살하고, 60명의 군사들을 추가적으로 부상 입힌 것으로 보고되었다. 펜타곤은 공습을 이슬람 국가의 행동을 두드러지게 좌절시킬 수는 없는 임시방편적인 군사 행동으로 특징지었다. 8월 14일, 미군 공습과 쿠르드 자치구 육군 병력의 공세가 이슬람 국가의 신자르 산맥 포위전에서 발발하여 야지드 족 피난민 수 천명을 도망치게 해주었다. 미국은 쿠르드 족을 무장시키고 이슬람 국가가 얻은 소득들을 제거하는 것에 초점을 두는 것으로 방향을 바꾸었다. 8월 16일, 미국 공군은 근접 공군 지원을 시작했고, 이는 쿠르드 전투기들이 모술 댐으로 이동하는 것을 지원하는 것이 주된 목적이었다. 쿠르드 군사들은 그것이 이슬람 국가를 상대로 한 공습을 시작한 이래로 군사적 목표에 대한 가장 규모가 큰 것이었다고 언급했다. 9월 8일, 이라크 군도 근접 공군 지원을 동해 하디사 댐을 탈환했고, 15명의 이슬람 국가 대원을 죽이며 바르와나를 탈환했다. 이슬람 국가는 데이비드 하인스를 죽이는 것으로 대응했다. 2014년 9월 말, 미국은 240회의 공습을 시리아와 이라크에서 실시했고, 1300번의 유조선 연료 보급 임무도 수행하였다. 쿠르드 군 및 이라크 군의 전략적 배치와 무인 비디오가 미 육군의 도움 없이도 공군 지원을 수행할 수 있었다. 2014년 12월 19일, 미국 장군 제임스 테리는 이슬람 국가에 대한 미군 공습 수가 1,361회로 늘었다고 주장했다. 12월 25일, 이슬람 국가의 모술 통치자였던 하산 사이드 알자부리가 미국 주도의 연합군 공습으로 모술에서 죽었다. 2015년 1월에 미국이 모술을 탈환할 계획이 있다고 보고되기도 했다. 2015년 1월 15일, 16000번의 공습이 연합군에 의해 수행되었다고 발표되었다. 미 공군은 전체 공습 중 60%를 수행했다. 이 중 41%는 F-16에 의한 것이었고, 그 다음이 F-15E로 37%, 그 다음이 11%인 A-10, 8%인 록웰 B-1 랜서, 3%인 F-22 순이이었다. 미 공군 외의 공습 40%는 미 해군과 연합국에 의해 수행되었다.2015년 1월 20일, SOHR은 이슬람 국가의 지도자인 알 바그다디가 알카임에서 부상을 당하여 시리아로 철수했다고 발표했다. 2015년 1월 21일, 미국은 모술을 해방하는 것을 돕기 위해 쿠르드 자치구의 공세와 더불어 공습을 시작했다.

#### 미국 육상 병력
7월에 오바마는 이라크에서의 지속적인 폭력과 무정부 조직의 커지는 영향력 때문에 미국이 그 지역의 보안 병력을 늘려야 한다고 발표했다. 약 800명의 미군이 이라크 군과의 협력 하에 바그다드 국제공항과 같은 전략적 요충지를 담당하거나 에르빌의 영사관, 바그다드 미국 대사관과 같은 미국의 기관들을 보호하였다. 미군은 또한 이라크 보안군이 이슬람 국가와 대항하고 지상에서의 복합적인 보안 상황에 놓일 때 이들에게 충고를 해주고 도와줄 수 있는 임무를 수행했다. 이러한 이라크 군의 능력에 대한 미군 부대로부터의 보고는 지속적으로 우울했으며, 그들을 종파적 이익에 의해 타협한 사람들로 보았다.
8월 13일, 미국은 또다른 130명의 군사 고문관을 북부 이라크에 파견했고, 20명 이상의 미 해병대와 특별 부대가 야지드 족의 탈출을 돕기 위한 V-22로부터 신자르 산맥에 보내졌는데 그 곳에 이미 주둔하고 있던 영국 SAS와 합류했다.
2014년 9월 3일, 오바마는 미군을 1,213명으로 증가시켜 줄 것을 요구했다. 2014년 9월 10일, 오바마는 미군이 전투에 참여하지는 않겠지만, 이라크 군을 돕기 위해 이라크에 500명의 군대를 파병할 것을 선언했다. 2014년 11월 초, 오바마는 그가 이라크에 주둔한 군대를 다시 3,000명으로 증가시켜 줄 것을 선언했다. 2014년 12월 9일, 미국 외교 관련 연방 위원회는 미군 병력을 이슬람 국가에 대항하는 군인으로서의 권한을 부여했다. 군 병력의 주둔은 3년으로 제한하였고, 매 60일마다 의회에 보고서를 제출하여 승인을 얻어야 했으며, 미군이나 작전 지휘관을 구하거나 보호하는 것을 포함하지 않는 것과 같은 특별한 경우가 아닐 때에는 미군 전투 병력의 고용을 금지했다. 2014년 12월 14일 미 육군은 이라크 군과 부족 군과 연합하여 알아사드 공군기지 부근에서 이슬람 국가와 충돌했다. 이슬람 국가군이 이 기지를 점령하려고 할 때 100명 정도의 미군 고문관이 이곳에 있었다. 이라크 군의 육전 사령관에 의하면 미군은 경중화무기만을 구비하고 있었으며 F-18에 의해 지원을 받고 있어서 이슬람 국가 조직에 심각한 피해를 입힐 수 있었고, 알아사드 기지에서 10km 떨어진 알도라브 지역으로 그들을 후퇴시킬 수 있었다고 한다. 그 지역의 저명한 부족 지도자 세이크 마흐무드 님라위는 "미군은 이슬람 국가가 기지 근처로 오기 시작하자 개입했으며, 그들은 자기 방어를 해야 했다"라고 말했고, 미군의 개입을 반기며 "내가 마지막이 되지 않기를 바란다"라고 더붙였다. 이것은 미국과 이슬람 국가의 첫 만남으로 말할 수 있다. 그러나 이러한 주장은 펜타곤에 의해 오류가 되기 시작했다. 2015년 1월 5일 펜타곤은 이슬람 국가가 알아사드 공군 기지에 있다는 것을 알게 되었다.

#### 내재된 결단 작전
국제연합군의 다른 국가와, 그리고 미국의 이전 전투 작전과는 다르게 미국 정부는 이슬람 국가 격퇴 작전에 2014년 초기까지 아무런 이름도 부여하지 않았다. 분쟁에 아무런 이름을 붙이지 않은 결정은 상당한 여론 비판을 불러 일으켰다. 미국 병역 요원들은 이라크에서의 미국의 지속적인 개입에 대한 계속되는 애매모호한 천성 때문에 전역 메달이나 다른 병역 훈장을 가질 권한이 없게 되었다. 2014년 10월 15일 미국 중앙 사령부는 미국 중심의 이슬람 국가에 대한 이라크와 시리아에서의 공중전을 "내재된 결단 작전"(Operation Inherent Resolve)이라고 명명했다.
CENTOM의 새로운 뉴스를 보면:
"미국 중부군사령부(CENTOM)에 따르면, "내재된 결단"이라는 이름은 전지구적으로 미국과 그 지역의 파트너 국가의 확고한 해결과 깊은 임무 수행 및 테러단체 이슬람 국가와 그들이 이라크와 주변 지역 그리고 더 넓게는 전 국제사회에 가하는 위협을 제거하는 것을 반영하는 의도를 가지고 있다. 그것은 또한 이슬람 국가를 궁극적으로 좌절시키고 파괴시키기 위해 그 지역의 우리의 친구들과 가까이에서 일하며 정치적으로, 비공식적으로, 군사적으로, 그리고 경제적으로 국가적 역량의 필요성을 가능한 모든 면에서 적용하는 연합군의 의지와 헌신을 상징화한다."

## 기타 국제연합군의 공습

### 오스트레일리아의 공습
10월 3일, 오스트레일리아 총리 토니 애벗과 내각은 오스트레일리아 왕립 공군의 보잉 F/A-18F 슈퍼 호넷 전폭기가 이슬람 국가에 대항해 공습을 시작하는 것을 승인했다. 애벗은 "그것은 우리가 해야 할 국가적 이익 안에 있으며 우리가 해야 할 전 세계 사람들의 이익에도 속한다. 그것은 이슬람 국가의 죽음에 대한 광신적 믿음의 살인적인 분노가 점검되어야 하고 제거되어야 한다는 것과 우리가 결정한 것에 대한 모든 이의 최고의 관심 안에 있다."라고 말했다.10월 6일, 공군 대장 마크 빈스킨은 2대의 슈퍼 호넷이 아무런 무기가 장착되지 않았음에도 전투 임무에 참여했다고 발표했다. 오스트레일리아 태스크 집단 KC-30A와 E-7, WAEWCA(웻지테일 공수부대 초기 경고 및 통제 전투기) 또한 연합군에 속한 전폭기를 지원했다. KC-30A는 연합군 비행기의 공중 급유를 수행했다. 빈스킨은 "우리 슈퍼 호넷 편대 중 하나는 구별하기 쉬운 목표였고, 첫 밤에 공습을 수행하기 위한 특정 지역으로 움직였을 때 부차적 피해라는 우리의 예상을 넘어서게 되었습니다. 그래서 우리는 그 지점에 대한 공격을 이어갈 수 없었습니다. 10월 9일, 총리 토니 애벗은 오스트레일리아 왕립 공군의 슈퍼 호넷이 '이라크 내의 이슬람 국가에 대한 공습 임무'에 연관되어 있음을 시인했다.비행기는 이슬람 국가가 사령 및 통제 시설로 이용하던 고립된 건물에 폭탄 2개를 투하했다. 10월 17일이 되자 오스트레일리아 왕립 공군은 43회의 전투 출격을 이라크에서 수행했다. 최근 공습은 북부 시리아에 있는 코바니 주변의 쿠르드 군사들을 돕기 위해 미국 및 연합군과 함께 임무의 수를 증가시킨 이후, 이슬람 국가의 장비나 시설을 목표로 삼았고, 이슬람 국가의 손실을 야기했다.

### 영국의 공습

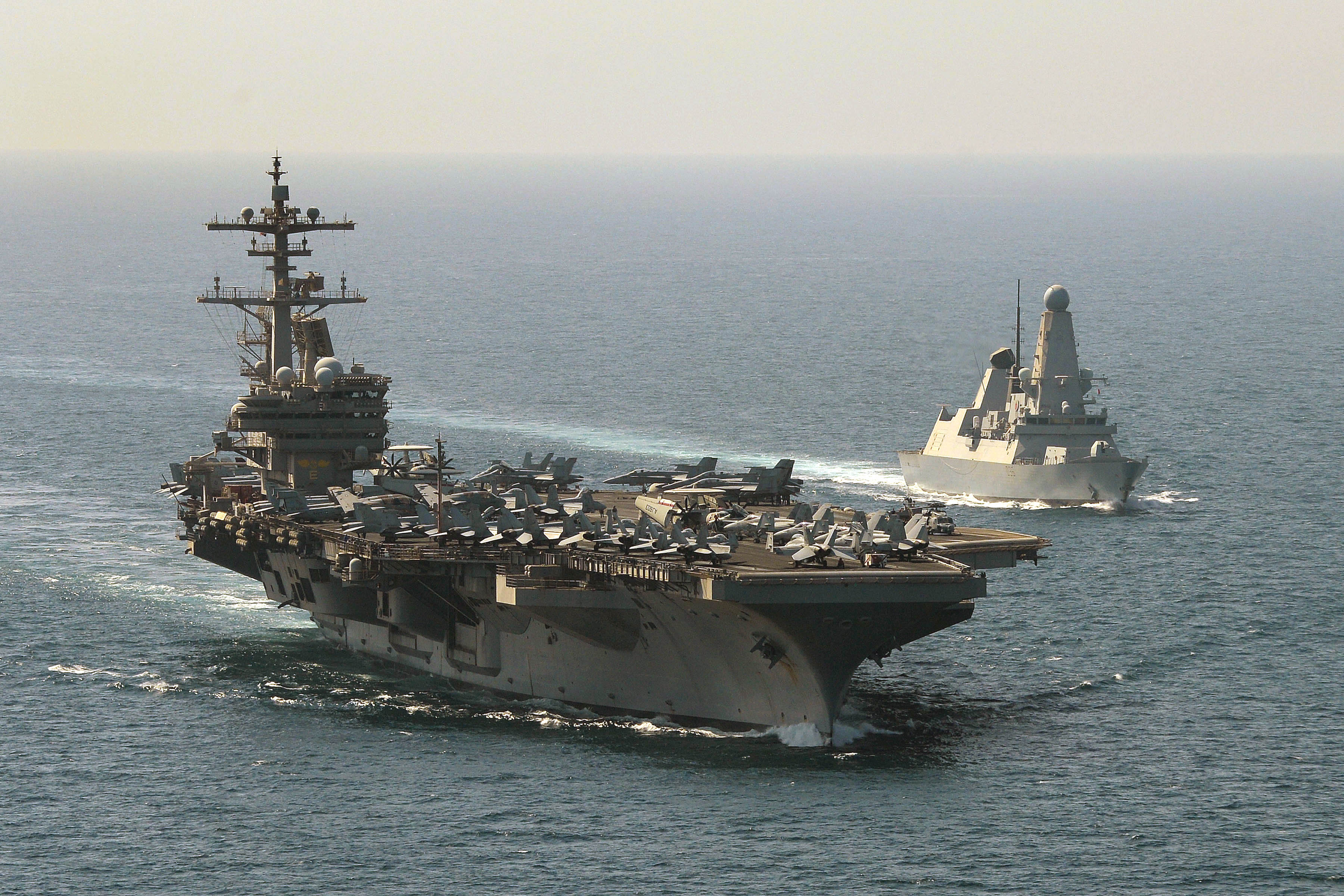
미군 항공 모함 이 영국 해군 구축함 과 2014년 10월 1일 페르시아만에서 항해하고 있다.

2014년 8월 12일에 영국은 키프로스에서 RAF 아크로티리로부터 파나비아 토네이도 6대를 파견했는데, 목적은 북부 이라크에서 영국의 인도적 지원품 보급을 돕기 위해서였다. 8월 16일, 이 전투기들은 인도적 지원의 확장에 뒤이어 RC-135 리버트 조인트와 함께 연합군에게 공중 감시를 제공하는 것을 허용하였다. 9월 초, 총리 데이비드 캐머런은 이라크에서 영국군의 공습에 대한 지지를 호소하기 시작했다. 9월 26일, 영국 의회가 소집되었고, MP는 공습을 허용할 것인지 말 것인지를 두고 논란에 휩싸였다. 7시간의 토론 끝에 의회는 524의 찬성표와 43의 반대표를 통해 공습에 대한 압도적 지지를 보여주었다. 9월 27일, 첫 군사적 임무가 북부 이라크에서 수행되었다. 파나비아 토네이도 2대가 RAF 아크로티리에서 페이브웨이 IV 유도탄으로 무장한 채 출격했다. 전투기는 즉각적인 공중 공격을 요구하는 목표를 식별할 수 없었기 때문에 연합군에 중요한 정보를 모아 제공하는 것으로 대신했다. 항공기는 공중 급유기인 에어버스 보예지에 의해 지원을 받았다.9월 30일, 영국 공군은 첫 공습을 수행했다. 토네이도 전투기 2대가 페이브웨이 IV 레이저 유도탄을 싣고 중무기와 브림스톤 지대공을 장착한 무장 수송차량을 공격했다.
영국의 개입에 대한 기여는 9월 26일부터 꾸준히 증가했다. 10월 3일, 추가적인 토네이도 전투기 2대가 키프로스에서 출격했다. 같은 달 영국 해군이 지원 역할에 참여한 것이 밝혀졌다. 공습 방어 구축함인 HMS 디펜더는 시리아와 이라크 공격을 위해 출격한 이후 미군 항공 모함 USS 조지 H.W. 부시를 지원했다. 영국의 부총리 닉 클레그는 토마호크 미사일로 장착한 핵 잠수함이 페르시아 만으로 출격했는 지에 대한 인터뷰를 폭로했다. 10월 16일, 영국 국방부는 MQ-9 리퍼 무인기가 초계를 위해 이라크 북부로 출격했다고 발표했으나, 국방부 총장 마이클 펠론은 "공습 작전이 필요하다면 리퍼는 토네이도 전투기가 이미 끝낸 출격을 보완하는 능력만을 가지고 있다." 라고 말했다. 11월 7일,국방부 장관은 중동에서의 리퍼 항공기 수를 2배로 증가시킬 것을 발표했다. 첫 번째 리퍼 무인 공습은 2014년 10월 바그다드 북쪽의 베이지에서 영국 공군에 의해 수행되었다. 목표는 이슬람 국가 무장 대원들이 즉석으로 지은 폭발 장치를 제거하는 것이었다. 이라크에서의 작전 후에도, 영국 공군은 10월 21일부터 서구 국가 중 미국 다음으로 시리아에서 초계 감시를 했고, 영국은 이에 따라 이라크 및 시리아 양국에 모두 개입한 두번째 서구 국가가 되었다. 영국 국방부 총장 마이클 펠론에 의하면 영국은 2014년 12월 13일까지 이라크에서 수많은 임무를 수행했는데, 이는 미국 다음으로 많은 수치였고, 프랑스의 임무의 약 5배나 되는 것이었다. 이는 2015년 1월 22일까지 공중 급유, 초계, 공습, 협력전을 포함한 총 6,700시간을 의미했다. 2015년 1월 16일, 기자 회견이 버락 오바마 대통령이 있는 백악관에서 개최되었고, 영국 총리 데이비드 캐머런은 영국이 반이슬람 국가 연합군 중 두번째로 큰 기여를 했다고 발표했다.

### 캐나다의 공습
캐나다의 기여는 캐나다 국방부에 의해 수행된 임팩트 작전으로 명명되었다. 캐나다 공군은 10월 21일, 공습에 합류하기 위해 중동으로 출격했다. 전체적으로 6대의 CF-18 전투기와 에어버스 CC-150 폴라리스 공중 급유기, CP-140 오로라 초계기가 출격했고, 700명의 군인이 파견되었다. 캐나다의 맥도넬더글러스 F/A-18 호넷 전투기는 10월 31일 쿠웨이트에서 출격해 첫 작전 비행을 마쳤다. 첫 공습은 11월 2일에 수행되었다. 캐나다는 전투기가 필요할 때를 대비해 추가적인 CF-18을 쿠웨이트에 파견했으나, 최대 6대까지만 연합 임무를 수행하는 것이 허용되었다. 2014년 11월 4일, 캐나다 공군의 맥도넬더글러스 F/A-18 호넷은 성공적으로 GBU-12 페이브웨이 II를 사용하는 이슬람 국가 건설 장비를 파괴했다. 건설 장비는 유프라테스강의 흐름을 바꿔 마을 식수 공급을 차단하고 교통을 교란시키려는 목적이 있었다.2014년 11월 12일, 캐나다 전투기는 이슬람 국가의 포병 부대를 북부 이라크의 베이지에서 격퇴시킨 후 파괴했다. 공습은 2014년 12월부터 2015년 1월까지 총 28번이 있었다. 곧 캐나다 특수군이 공습을 위한 목표를 알려주고, 이슬람 국가로부터 공격을 받게 되자 전투에 참여하게 되었다고 보고되었다.

### 프랑스의 공습
먼저 요르단의 경우, 격추된 요르단 조종사가 잔인하게 처형된 것이 가장 큰 배경이 되었다. 요르단의 왕 압둘라 2세는 복수를 다짐했고, 2015년 2월 동안 공습을 주도했다. 72시간 동안의 공습 이후, 이슬람 국가의 병력은 크게 20% 정도 줄어들었다고 고려된다. 프랑스의 경우, 9월 19일 프랑스 공군이 다소 라파엘 전투기를 모술의 이슬람 국가 목표에 공습을 한 것에서부터 개입이 시작된다. 공습은 프랑스 대통령 프랑수아 올랑드에 의해 승인되었고, 이는 프랑스가 ISIL을 상대로 병력을 제공할 의향이 있음을 암시하는 것이었다. 2014년 11월 20일부터 프랑스는 7대의 다소 라파엘과 6대의 다소 미라주 2000, 1대의 다소 팔콘 50, 대공포 진바르트 1개, 그리고 아틀란티크 2라는 초계기 2대를 보냈다.

### 요르단의 공습
요르단의 조종사, 무아트 알카사스베가 ISIL에 의해 화형당하자 요르단의 국왕 압둘라 2세는 복수를 다짐하고 2015년 2월 ISIL에 맞서 폭격과 공습을 일시적으로 가했다. 2월 8일 요르단 정부는 2월 5일부터 2월 7일까지 3일 간의 공습 기간 동안 7,000명의 이라크 및 시리아 주둔 ISIL 병력을 사살했다고 보고했다. 이후 요르단은 아랍에미리트와 함께 미국 주도 ISIL 대항 연합군에 참여했다.

### 모로코의 공습
2014년 12월 모로코는 ISIL의 거점을 폭격하기 위해 4대의 F-16을 파견해 바그다드의 교외 지역과 은폐되지 않은 다른 지역에 공습을 가했다. 전투기들은 아랍에미리트의 지휘 하에 작전을 개시했으며 2015년 2월 작전을 정지시켰다.

### 네덜란드의 공습
2014년 9월 24일, 네덜란드 정부는 이라크에서 ISIL에 맞서는 작전에 참여하기로 결정했다. 2014년 말부터 8대의 F-16 전투기가 요르단에서 출격하였다. 그 이후로 수많은 공중 공격이 캠프와 사령부 지역과 같은 ISIL의 주요 전략적 시설들에 시행되었다. 2015년 6월 왕립 네덜란드 공군이 이라크에서 천 번째 임무를 수행했다. 첫 9달 동안 575번의 공격 임무 기간이 수행되었다.

## 터키의 개입
초여름과 가을 사이, 터키는 반IS 연합군에 가담할 것으로 보였고, 터키의 남쪽 국경에서 터키 스스로를 향해 이슬람 국가가 공격을 가하자, 터키는 가담을 거부했고, 터키 내부에서는 폭동과 반대 시위가 발생했다. ISIL에 가담하려는 흐름을 막기 위해 아랍 10개국과 미국에 의해 논의된 연합 공동체는 터키를 제외한 채 참여국 모두의 동의를 얻어냈다. 10월 2일, 터키는 남쪽 국경 지대 근처인 코바니 부근에 전차를 배치했다. 터키는 북부 시리아의 완충 지대 및 시리아 내의 비행 금지 구역, 다른 국가로부터의 지상 병력, 이슬람 국가와 알아사드에 대항하는 적합한 반대 군사 훈련을 포함한 다양한 개입을 시작한다고 주장했다.

### 페쉬메르가 군사 훈련
터키군은 북부 이라크에서 쿠르드 자치구 페쉬메르가를 훈련시키고 이슬람 국가에 대한 투쟁의 일부로 바그다드에서 새로운 군대에 대한 도움을 주기로 했다. 쿠르드 자치구와 터키의 협력적 관계는 쿠르드 족 문제 때부터 시작되었다. 쿠르드 노동자당이 이라크 정부의 후원 하에 쿠르드 자치구와 터키를 공격한 것으로 쿠르드 자치구와 터키는 이 때 연합 전선을 형성했다. 이러한 배경 하에 터키는 쿠르드 자치구가 이슬람 국가로부터 위협을 받자 오랫동안 참여할 지 망설이다가 결국 미국의 설득 하에 쿠르드 자치구를 돕기로 한다.

### 2014년 1월 터키 공습
2014년 1월 28일, 터키 공군은 시리아 영토에서 공습을 수행했는데 시리아 내의 이슬람 국가를 목표로 했다고 본다. 터키 장교들은 ISIL이 사용하던 버스와 트럭이 파괴되었다고 설명한다. 터키 공군은 또한 1월 28일의 공습이 시리아 국경을 따라 터키 군에 대한 이슬람 국가의 공격에 대한 복수라고 의미화했다. 또한 그들은 터키로 몰려드는 피난민의 본거지인 북부 시리아에서 윤리적인 터키 공동체에 대한 이슬람 국가의 공습을 언급했다. 북대서양 조약기구의 가입국인 터키로 이슬람 국가의 진출을 막는다는 것에서 터키의 공습은 의미가 있다.

### 2015년 공습
2015년 2월에는 시리아 영토 내에 있는 오스만 제국의 설립자인 오스만 1세의 할아버지인 슐레이만 샤의 무덤에 대규모 군대를 투입하여 유물을 모으고 터키 영토로 되돌아왔으며 ISIL이 점령하고 있는 영토에 둘러싸여 있는 시리아 영토 근방의 작은 월경지를 지키고 있는 터키 군인 39명도 구조했다.
2015년 7월 23일, ISIL 자살 폭탄 공격이 32명을 터키 수루츠에서 사살한지 며칠 지난 후, ISIL 군사 고문관은 킬리스 국경 마을에서 터키군과 교전하여 터키군 1명을 사살했다. 터키군은 피란민을 받아들이는 곳이라 판단된 버려진 마을을 폭격하며 시리아 내부로 진입하는 것을 추구했다. 분쟁은 현재까지도 진행 중이며 2015년 터키 반테러 작전을 수행하며 7월 24일부터 ISIL 요원들을 목표로 시리아와 이라크의 ISIL 시설에 공습을 이어가고 있다.

## 이란의 전투

### 배경
이란은 2014년 여름 초부터 이슬람 국가가 이라크를 침공하자 쿠드 군을 파병해 이라크를 도왔다. 이란은 시아파의 대표적 국가로 현 이라크 정부가 시아파로 구성되어 있기 때문에 지원을 한 것이다. 또한 이란은 시리아 내전에도 개입해 자유 시리아군과 이슬람 국가를 몰아내는 데 기여한 바 있다. 전통적으로 이란은 러시아, 중국, 베네수엘라 등 반미 감정이 있는 국가들과 동맹을 맺어왔는 데 시리아도 그러한 국가 중 하나였다. 중동의 저항 축에서 시리아, 이란, 헤즈볼라는 긴밀한 연결 관계에 있었다. 이러한 상황에서 시리아 내전이 발발하여 시리아 정부군이 위협을 받자 이란은 헤즈볼라와 연합해 시리아 정부군을 도왔고, 시리아 정부의 적이었던 이슬람 국가 역시 이란 및 헤즈볼라에게는 적이 된 셈이다.

### 전투
2014년 6월, 이란은 이슬람 국가의 전진이라는 이라크 정부의 위협에 대응하기 위해 쿠드 군 정예병 약 500명을 파병했다. 쿠드 군 병사들은 사마라, 바그다드, 칼바라와 버려진 미군 기지 시설인 캠프 스피어에 배치되었다. 7월 25일, 사마라에서 쿠드 군 병사였던 쇼자트 알람다리가 이슬람 국가에 대항해 근접항공지원을 위한 감시 작전을 펼치던 중 사망했다. 기자들은 옛 쿠드 군 사령관이었던 가셈 술레마니가 반 이슬람 국가 작전 동안 이라크 정부의 주요 전략가로 활동하고 있다고 보고했다. 7대의 Su-25 전투기와 몇몇 드론이 이란에서 출격했는데, 이란/이라크 양국이 ISIL 공격을 위해 작전을 수행하는 곳이 이란이었다. 이란 공군의 ISIL에 대한 직접적인 공격은 2014년 6월로 처음 보고되었고 그해 12월로 확인되었다.

## 기타 충돌
쿠르드 자치구와 시리아령 쿠르디스탄은 정부로부터 비공식적인 자치 권한을 인정받아 그들 스스로 무장할 수 있지만, 터키나 이란의 쿠르드 족은 반란군으로 규정되고 있는 중이다. 이러한 다양한 쿠르드 족의 군대는 시리아와 이라크로 건너와 지역 쿠르드 족과 여합해 이슬람 국가에 대항해 싸웠다. 미국 주도의 연합군은 이란이나 터키 쿠르드 족이 개입했다는 것을 직접적으로 알지 못했으며, 이라크 및 시리아의 쿠르디스탄과 연합했다. 또한 불복종 부대와 중세 제국 오토바이 클럽이 네덜란드 및 독일에서 건너와 쿠르드 족과 연합해 이슬람 국가와 맞섰다. 코라사니 부대와 같은 시아파 군대는 이슬람 국가가 다스리던 수니파 마을을 점령했다. 키르쿠크로부터 남쪽으로 50km 떨어진 옌기자라는 마을에서 수니파 사람들이 추방되고 그들의 집은 파괴되었던 적이 있었다.

## 시리아에서 미국 주도의 개입
2014년 7월 4일, 미국은 오사마 빈 라덴 ISIL 군사 기지를 폭격했다. 2명의 델타 포스 코만도가 인질을 구출하기 위해 투입되었다. 여러 개의 동영상에 제임스 폴시를 비롯한 인질은 살해되었음이 확인되었다. 2014년 8월 26일, 시리아에서 미국은 공중 급유를 시작했으며 정보를 수집하기 위해 무인기를 보냈다. 시리아 아랍 공화국은 이를 승인하지 않았다.버락 오바마의 지시로, CIA는 시리아 내전 초기에 주도적인 역할을 했다. 미국은 원래 자유 시리아군에 돈, 훈련, 정보를 지원해주었다. 2014년 9월 17일, 미국 대표부는 시리아 반란군에 대해 무장과 훈련을 하는 것을 승인해줄 것을 요구했다. 미국 국방부에 따르면, 사우디 아라비아는 시리아 반군을 지원해 줄 의향이 있다고 제안했고, 시리아 반군이 시리아에 돌아가 ISIL에 대항할 수 있게 훈련을 제공하겠다고 발표했다.

### 다국적 연합군의 공습
2014년 9월 22일부터 시작하여 미국, 바레인, 요르단, 카타르, 사우디 아라비아, 그리고 아랍에미리트는 시리아에서 이슬람 국가에 대항해 공습을 가했다. 공습은 매일 시리아에서 발생했고, 첫 날에는 미국이 알카에다 및 그들과 연관된 호라산에 대항해 순항미사일을 발사했다.2014년 11월 초부터 12월까지, 미국은 같은 단체에 대항한 추가적인 공습을 가했다. 2014년 11월, 모로코가 F-16 3대를 아랍에미리트에 파병했고, 미국 주도의 작전에서 이라크와 시리아가 이슬람 국가에 대항하여 싸우기를 바랐다. 2014년 12월 24일, 이슬람 국가는 요르단 전투기를 격추시킨 후 조종사 알카사스베 중위를 생포했고 그를 이슬람 국가의 생포된 조종사와 교환하기를 원했다. 요르단은 이러한 교환협상에 응했지만, 조종사의 생존여부를 먼저 확인하고 싶어했다. 그러나 이슬람 국가는 이미 그 조종사를 살해한 후였다. 이에 요르단 왕실을 비롯한 모든 요르단 국민이 분노했고, 요르단은 이슬람 국가에 대한 복수전을 시작했다.

## 시리아에서 기타 국가의 개입
시리아 내전은 간접전의 기능을 띄고 있으면서 다양한 편에 대한 각국의 개입을 가져왔다. '인디펜던트' 신문사는 카타르가 시리아 반군을 3억 달러 정도 지원한다고 기사화했다. 시리아 내전의 파급으로 관련된 국가가 행동을 취하기도 했다. 대표적인 예가 레바논과 이집트, 요르단, 이스라엘 등으로, 이들은 시리아 내전에서 다양한 방법으로 반군을 지원했다.

## 이집트의 리비아 개입
2015년 리비아에서 이집트 크리스트교 인들이 죽은 후 이집트는 2월 16일부터 이슬람 국가와 관련된 목표들에 대해 공습을 시작했다. 이 과정에서 데르나의 이슬람 국가 대원들 64명이 사살되었다. 공식적인 리비아 정부의 지휘 하에서 활동하는 전투기들도 이집트군의 공습에 협조하여 데르나의 이슬람 국가 거점을 파괴했다. 리비아 정부는 더 많은 공습이 수행되었다고 밝혔다. 2014년 미국의 무인 공습 및 전자 급유기가 이탈리아의 기지로부터 출격해 이슬람 국가의 활동을 감시했으며 이탈리아는 공중 급유를 지속적으로 수행했다. 이러한 노력에도 불구하고 2015년 2월 20일, 리비아의 시르테가 이슬람 국가의 통제 하에 놓였다.

## 이슬람 국가의 상황
사적 무기 추적 기구인 분쟁 상황의 군대에 관한 연구소(CAR)는 이슬람 국가의 군대가 미국과 중국의 무기를 사용하고 있다고 결론지었다. CAR에 따르면 이 무기들은 미국과 중국이 이슬람 국가에 대항하는 지역 군대에 지급되었으나, 이슬람 국가가 이 지역 군대를 격퇴한 후 수집되었을 것으로 여겨진다. 미국 국방부의 검사 장교는 미국이 아프가니스탄으로 지급될 25만 개의 제공된 경장비를 잃어버렸다고 보고했다. 이것 중 몇몇이 이슬람 국가의 손에 넘어갔다고 볼 수 있다. 더욱이, 경장비와 더불어 중장비 또한 미군의 것이었다. 늦여름 및 초가을의 6주 동안 미 공군은 이슬람 국가가 사용하는 적어도 36개의 미국산 험비를 파괴했고, 본디 이 험비들은 이라크에 기부된 미군의 중장비였다. 초기에는 이슬람 국가의 군대가 약 1만 명 정도로 추산되었으나, 2014년 9월에 CIA는 육상 병력이 약 31,500명인 것으로 추산했다. 추가적으로 시리아 인권 위원회는 이슬람 국가 군대가 8만 명에서 10만 명이 될 것으로 추정했는데, 이라크 활동 군대가 약 3만 명 정도로 추산되었고, 시리아 활동 군대가 약 8만 명으로 추산되었다. 그러나 2014년 11월, 이라크 쿠르드 자치구의 사령관은 이라크와 시리아에서 활동하는 이슬람 국가 군대가 20만 명 정도 된다고 추산되었다. 또한 여기에 리비아에서 활동하고 있는 이슬람 국가 군이 약 1,100명인 것으로 추산되고 있다.2015년 2월 초, 오스트레일리아 국방부 총리 케빈 앤드류는 국제연합군의 공습이 시작된 이래로 6,000명 이상의 이슬람 국가 대원들이 사망했고 800km2 이상의 영토가 회복되었지만 이슬람 국가의 병력은 31,500명의 핵심 병력이 그대로 있으며 서구에서 온 3,000명의 병력이 포함되어 있다고 주장했다.

## 분석
이슬람 국가를 격퇴시키기 위한 이 전쟁은 이슬람 국가의 합종연횡으로 표현할 수 있다. 간단히 설명하자면 시리아 내전의 반군 중 하나였던 ISIL이 시리아 정부군뿐만 아니라 자유 시리아군과도 대립하게 되면서, 이들을 지원하는 국가와도 마찰을 빚게 된 것이라 볼 수 있다. 시리아 정부군을 지원하는 대표적인 국가나 단체가 이란과 헤즈볼라, 러시아, 북한 등인데 이란과 헤즈볼라의 경우 시리아의 현 정권이 시아파라는 이유에서, 러시아와 북한의 경우 시리아와의 전통적인 동맹국이라는 이유에서 이들을 지원했다고 볼 수 있다. 또한 현 정권이 같은 시아파 정권인 이라크도 시리아 정부를 지원했다. 이슬람 세력이 리비아로 영역을 확장하자 리비아 정부 및 반군이 이슬람 격퇴전에 참여했으며, 이집트가 이 지역에 개입하게 된다. 한편, 이슬람 국가가 이라크 북부를 2014년 여름에 침공하자, 이라크를 돕고 있던 미국과 영국이 이 지역에 개입하게 되었다. 또한 미국의 전통적인 동맹국인 사우디아라비아, 아랍에미리트, 카타르, 터키 등이 이 지역에 개입하게 되었으며, 이슬람 국가로부터 영토를 침공받은 쿠르드 자치구 및 시리아령 쿠르디스탄과이슬람 국가의 확장을 두려워 한 이스라엘이 이들을 돕게 된다. 이는 결과적으로 수니파와 시아파의 국가들 및 이들을 지원하는 국가들의 연합이라는 형태를 띠게 된다. 전통적으로 미국은 이란, 러시아, 시리아 등과 사이가 좋은 편이 아니었으며, 이란 역시 사우디아라비아와 종교가 다르다는 이유에서 대립각을 세우고 있었다. 또한 이스라엘 역시 아랍 국가들과의 관계가 좋지 않았고, 이란과도 간접적으로 대립하고 있었다. 쿠르드 족(쿠르드 자치구 및 시리아령 쿠르디스탄 포함) 역시 그들을 지배하고 있던 이란, 시리아, 이라크, 터키 등과는 사이가 좋지 않은 편이었다. 그러나, 이러한 대립관계를 깨고, 예멘을 제외한 중동 지역 거의 대부분이 이슬람 국가(ISIL)의 격퇴에 협조하거나 적극적으로 참전했다는 점에서 이슬람 국가에 맞서는 전쟁은 중동 세계에 이례적인 연합 및 협력을 발생시켰다고 볼 수 있다.

## 같이 보기
- 2003년 이라크 침공
- 아랍의 겨울
- 연합합동기동부대 - 내재된 결단 작전
- 이라크 전쟁
- 2014년 6월 북부 이라크 공세